# Metro: Last Light
Metro: Last Light is een first-person shooter met survival horror-elementen ontwikkeld door 4A Games. De uitgever van het spel, Deep Silver, verkreeg de rechten van de Metro-serie nadat de vorige uitgever, THQ, failliet ging. Het spel kwam in Europa uit op 17 mei 2013 voor de PlayStation 3, Microsoft Windows en de Xbox 360. Het spel was tevens aangekondigd voor de Wii U, maar de ontwikkelaars besloten vrij vroeg in het ontwikkelproces om het spel niet te porten naar de console van Nintendo. Het spel werd op 10 september 2013 uitgebracht voor OS X en op 5 november 2013 werd een Linux-versie uitgegeven. Tevens is er een uitgave voor de PlayStation 4 is aangekondigd.
Het spel heeft geen enkele connectie met het boek Metro 2033, dit ondanks de medewerking aan het script van de schrijver van de Metro-boekenreeks, Dmitri Gloechovski.

## Plot
Metro: Last Light vindt plaats in 2034, een jaar na de gebeurtenissen in Metro 2033, na het einde van de originele roman en de game "slechte" einde waarin Artyom's raket tegen de Dark Ones toesloeg. De Rangers, een neutrale vredesmacht die door het hele metrosysteem werkt, hebben sindsdien de D6-militaire faciliteit bezet die Artyom tijdens de eerste game bezocht. Dit is een enorme en nog niet volledig verkende vooroorlogse bunker en Artyom, nu zelf een Ranger, blijft onzeker of het vernietigen van de Dark Ones de juiste beslissing was. Geruchten over de ontdekking van D6 en zijn grote rijkdommen zijn verspreid over de metro; rivaliserende facties, zoals de Sovjet Rode Lijn (communisten) en het Nazi Vierde Reich, hopen de bunker en zijn inhoud te veroveren.
Khan, een rondreizende mysticus, informeert Artyom en de Rangers dat een enkele Dark One de raketaanval heeft overleefd. Khan gelooft dat het de sleutel is tot de toekomst van de mensheid en wil ermee communiceren; Kolonel Miller, de leider van de Ranger, wil het elimineren als een potentiële bedreiging. Miller stuurt Artyom naar de oppervlakte, vergezeld door Miller's dochter Anna, de beste sluipschutter van de Rangers, om de Dark One te vermoorden.
Artyom vindt de Duistere, een kind, maar wordt gevangen genomen door soldaten van het Vierde Rijk. Pavel Morozov, een gevangen Rode Lijn soldaat, en Artyom ontsnappen door de Metro tunnels en over het verwoeste oppervlak. Wanneer ze echter de rode lijn bereiken, blijkt Pavel een hoge officier te zijn; hij houdt Artyom tegen om meer te weten te komen over de Rangers en de Dark One. Artyom ontsnapt en racet met de troepen van Pavel naar de Dark One en Anna, die is ontvoerd door Lesnitsky, een ex-Ranger en Red Line-spion. Onderweg vindt hij een compagnie van Rode Lijn-troepen die de inwoners van een station vermoorden, zogenaamd om een mysterieuze epidemie te bevatten. Het was de rode lijn die het virus op het station introduceerde - bewapende Ebola die door Lesnitsky uit de D6-kluis werd verkregen. Artyom vindt Anna en bevrijdt haar, maar ze worden blootgesteld aan het virus en worden in quarantaine geplaatst na de redding. Bang dat ze zal sterven, verleidt Anna Artyom.
Nadat ze negatief hebben getest op het virus, ontmoet Artyom opnieuw Khan. Ze zoeken de jonge Dark One op, en in een reeks hallucinerende flashbacks herinnert Artyom zich dat hij als kind gered was door een Dark One; hij was psychisch verbonden met de Duisteren, bedoeld om een brug te vormen tussen hun soort en de zijne. Artyom belooft om het goed te maken door de kleine Dark One te beschermen, en de twee reizen naar Polis, het centrale gebied van de Metro, waar een vredesconferentie plaatsvindt over D6 tussen de Rangers, Red Line, het Reich en neutrale Hansa (bandieten). Artyom verslaat Lesnitsky en Pavel tijdens de reis. Onderweg detecteert de kleine Dark One dat er een groep overwinterende Dark Ones in D6 is. Na aankomst in Polis gebruikt de kleine Dark One zijn telepathische vaardigheden om de leider van de rode lijn, voorzitter Moskvin, publiekelijk te laten bekennen dat de vredesconferentie een afleiding is om generaal Korbut in staat te stellen D6 te grijpen. Artyom en de rest van de Rangers snellen naar de bunker om een laatste keer tegen het leger van Korbut te strijden, maar worden uitgeschakeld door een gepantserde trein die hun station ramt. Red Line-soldaten omsingelen en bereiden zich voor om Artyom en Miller uit te voeren.
Het karma dat de speler heeft verworven, bepaalt het einde. In het "slechte" einde vernietigt Artyom D6 om te voorkomen dat Korbut de faciliteit gebruikt om de overblijfselen van de andere facties en mogelijk de mensheid weg te vagen, resulterend in de dood van zichzelf, de overlevende Rangers en de Red Line-troepen. Later wordt Anna getoond om hun zoon over Artyom's dapperheid te vertellen. In het "goede" einde, later geopenbaard als het canonieke einde, bereidt Artyom zich voor om de bunker te vernietigen maar wordt tegengehouden door de kleine Duistere, die, samen met de ontwaakte Dark Ones, het leger van Korbut verslaat. Artyom noemt het "laatste licht van de hoop" van de kleine duistere mensheid. In beide eindes vertrekt de jonge Dark One met de overlevende Dark Ones om veiligheid te vinden, terwijl hij belooft dat ze in de toekomst terug zullen komen om de wereld te helpen herbouwen.